# Essau
Essau – miasto w Gambii, w dywizji North Bank Division.